# 1939-es New York-i világkiállítás

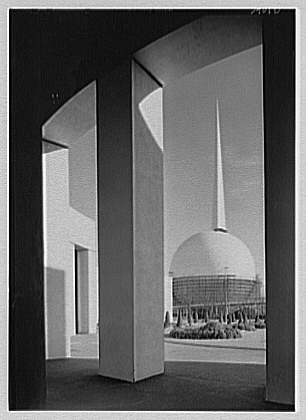
Modernista építmények: a Trylon és Perisphere struktúrái a Heliclineból nézve

Az 1939–1940-es New York-i világkiállítást New York Queens városrészében, a Flushing Meadows parkban rendezték. Az 1939. április 30-án megnyílt világkiállítás – vagy röviden „expo” – sok szempontból egyedülálló volt, nem utolsósorban abban, hogy témája és célja szempontjából egyaránt eltért a korábban már bemutatott kiállításoktól (Párizs, London, Chicago, St. Louis). A korábbi világkiállítások nagyrészt a technológiai innovációt és a tudomány és az orvostudomány fejlődését ünnepelték; a New York-i világkiállítás ezzel szemben a „holnap világa” vízióinak megismertetését helyezte előtérbe.
A bemutatott „jövő” számos kiállításon és pavilonban többé-kevésbé köznapiként, sterilként és részben Le Corbusier-stílusúként jelent meg, és ez a modern néző számára kiábrándítólag hathat. De ha belegondolunk, hogy az 1939-es kiállítást – minden idők második legnagyobb amerikai világkiállítását – a nagy gazdasági világválság utolsó éveiben és a második világháború kataklizmájának kezdetén tervezték és létesítették, az általános benyomás kifejezetten pozitív és üdítő. Bár a jövőt nem vetítették pontosan előre, a kiállítások mind a készítőkben, mind a látogatóban egy optimista jövőképet vázoltak.